# Gut Hohenböken
Das Gut Hohenböken in Ganderkesee-Bookholzberg, Ammerweg 19 sowie Alte Allee, wurde am Ende des 19. Jahrhunderts gebaut.
Es wurde von 2016 bis 2018 zum Wohngebäude umgebaut.
Die Gebäude stehen unter Denkmalschutz (siehe auch Liste der Baudenkmale in Ganderkesee).

## Geschichte
Der Name Hohenböken steht für die hohen Buchen eines sehr alten Gutshofes, welcher früher hier einer der größten Höfe war und 1477 seine erste urkundliche Erwähnung fand, als Gerd der Mutige, Graf von Oldenburg, nach einer Fehde für viele gefangene Bremer ein Lösegeld forderte. Verhandelt wurde mit Berthold, Bischof von Verden, und dem Rat der Stadt Lüneburg. Der stattliche Bauernhof wurde vielfach verkauft u. a. an die Delmenhorster Norddeutsche Woll- und Kammgarnspinnerei (Nordwolle). Nach deren Zusammenbruch kam das Anwesen 1932 an das Oldeburgische Siedlungsamt, welches es 1934 in 10 bis 13 Hektar große Landstellen aufteilte. Das Herrenhaus wurde 1936 Sitz der örtlichen NS-Frauenschaft. Die Gebäude wandelten sich nach 1945 zum Freizeitheim und standen dann längere Zeit leer und verfielen.
Das baufällige Gutshaus sowie die Nebengebäude wurden seit 2016 bis 2018 mit Förderung des Landkreises Oldenburg für die Gemeinde aufwendig saniert, restauriert und umgebaut für 12 Wohneinheiten für Sozialbedürftige. Die Gemeinde hat hier Flüchtlingsfamilien untergebracht. Der Bürgerverein Hohenböken will das Vorhaben positiv begleiten.

## Beschreibung
Die Anlage besteht aus:
- dem eingeschossigen verklinkerten denkmalgeschützten Gutshaus von um 1870 als großes Vierständer-Hallenhaus mit Satteldach, spitzen Blendarkaden und polygonalem Standerker sowie ungewöhnlich großer Ladeluke (heute Fenster) im Wirtschaftsgiebel,
- dem firstparallelen eingeschossigen verklinkerten Nachbargebäude mit Satteldach und
- dem kleineren querstehenden hinteren Nebengebäude.

Das Niedersächsische Landesamt für Denkmalpflege befand: „… geschichtliche Bedeutung … in der Tradition des Hallenhauses …“ 
In der direkten Nachbarschaft steht die zweigeschossige Villa Hohenböken, die zum Gästehaus mit Ferienwohnungen umgebaut wurde.
Im Hohenbökener Moor wurde bis vor wenigen Jahrzehnten Torf abgebaut. Es ist heute ein Feuchtwiesengebiet mit Wiesenbrütern wie Bekassine, Uferschnepfe, Rotschenkel, Kiebitz, Großer Brachvogel, Wiesenpieper, Schafstelze und Feldlerche.